# Hypothyris forbesi
Hypothyris forbesi är en fjärilsart som beskrevs av Fox 1941. Hypothyris forbesi ingår i släktet Hypothyris och familjen praktfjärilar. Inga underarter finns listade i Catalogue of Life.